# صدف‌های سیاه (سرده)
دوکفه‌ای‌های میتیلوس (نام علمی: Mytilus) نام یک سرده از تیره دوکفه‌ای‌های میتیلیدا است.